# Kapo (mitologia)
En la mitologia hawaiana Kapo és una deessa de la fertilitat, la bruixeria i els poders foscos que poden assumir qualsevol forma que ella vol. És la mare de Laka, tot i que algunes versions la consideren com la mateixa deessa. És la germana de Kane Milohai, Kamohoaliʻi, Pele, Nāmaka i Hiʻiaka.
Kapo també tenia una vagina extraïble, que un cop va utilitzar com a esquer per ajudar la seva germana Pele per fugir del sobregelós Kamapua'a.

## Kapo en el mite
Va salvar Pele de ser violada per Kama-pua'a enviant la seva vagina voladora (kohe lele) com un esquer. Kama va seguir això fins a Koko Head, Oahu, on va deixar una empremta. Més tard Kapo la va amagar a la Vall de Kalihi.
"Quan els hawaians somnien amb una dona sense vagina és Kapo. Atès que a Kapo no li agrada aquesta part del cos, excepte com a mitjà que posseeix, Kapo porta una protecció de fulla de ti, corre el perill de veure atacada aquesta part del seu cos."
- "Kapo, germana dels déus verí d'arbres de Maunaloa i competent en les arts de les herbes medicinals la bruixeria, ensenya Ke-ao-melemele al camp de ball prop de Waolani a la Vall de Nu'uanu fins que pugui ballar als cels i sobre el mar."[3]

"Com a Kapo'ulakina'u (Kapo tacada de vermell) era la Kapo invocada per Kahuna en enviar el mal esquena a algú."

## Kapo en la geografia
- "Kohelepelepe (Cràter volcànic crater; O'ahu.) "Llavis menors" (Una petjada diu que s'han deixat ací per la vulva i la vagina voladora de Kapo ..., el seu nom fou ... canviat, potser en el dia dels missioners al nom actual Koko ... "Sang" ...)".[5]
- "El Cràter de Koko Head era Kohelepelepe. Això en hawaià significa 'vulva vorejada'. El cràter és l'empremta de la vulva de Kapo ... Era una vulva voladora, i Kapo la va usar per atraure el déu porc aquí. Va volar des d'aquí a Kalihi. ..."[6]